# Javier Mazzoni
Pour les articles homonymes, voir Mazzoni.
Javier Gustavo Mazzoni (né le 4 février 1972) est un footballeur argentin, jouant au poste d'attaquant.

## Biographie
Formé à l'Independiente, il est recruté par le FC Nantes à l'orée de la saison 1996/1997. Ne réussissant jamais à s'imposer, il quitte le club pour rejoindre Lausanne Sports. 
Après quelques passages en Espagne, Argentine et Uruguay, il prend sa retraite en 2007.

## Clubs successifs
- 1994-1996 :  CA Independiente
- 1996-1998 :  FC Nantes
- 1998-2000 :  Lausanne Sports
- 2000-2002 :  Racing Santander
- 2002 :  Figueirense FC
- 2002-2003 :  Polideportivo Ejido
- 2003-2004 :  Club Olimpo
- 2004-2005 :  Arsenal de Sarandi
- 2005-2006 :  Montevideo Wanderers
- 2006-2007 :  Club Atlético Tigre[1]

## Anecdotes
Une hinchada du club d'Estudiantes porte son nom en mémoire d'un de ses buts lorsqu'il portait le maillot de l'Independiente qui priva le Gimnasia, grand rival d'Estudiantes, du titre de champion.